# Tipula minos
Tipula minos är en tvåvingeart som beskrevs av Günther Theischinger 1982. Tipula minos ingår i släktet Tipula och familjen storharkrankar. Inga underarter finns listade i Catalogue of Life.